# Nicolas Beaudan
Nicolas Beaudan (13 dicembre 1975) è un ex schermidore francese, specializzato nel fioretto.

## Palmarès
In carriera ha conseguito i seguenti risultati:
- Mondiali di scherma

Lipsia 2005: oro nel fioretto a squadre e bronzo individuale.
Torino 2006: oro nel fioretto a squadre.
San Pietroburgo 2007: oro nel fioretto a squadre.
- Europei di scherma

Mosca 2002: argento nel fioretto a squadre.